# ツマキホソバ
ツマキホソバ（学名:Eilema laevis）は、チョウ目ヒトリガ科に属するガの一種である。

## 分布
本州、四国、九州、対馬、屋久島、奄美大島、沖縄諸島、朝鮮半島

## 形態
全体的に黄色の翅を持つ。開張は32-35mm。幼虫は毒針毛を持ち、触れると激痛が起きる。成虫は毒針毛を持たないらしい。